# 卡罗琳·马克斯
卡罗琳·马克斯（英語：Caroline Marks，2002年2月14日—），美国女子冲浪运动员。她曾代表美国参加2020年和2024年夏季奥林匹克运动会冲浪比赛，其中2024年奥运会获得一枚金牌。